# Хююрюнен, Туйя
Туйя Анника Хююрюнен (фин. Tuija Annika Hyyrynen, 10 марта 1988 года, Хельсинки) — бывшая финская футболистка. В прошлом — защитник туринского «Ювентуса» (2017—2022) и сборной Финляндии (2007—2022).

## Карьера

### Клубы
Профессиональную карьеруа начала в составе клуба ХИК из Хельсинки. В 2010 году играла в США за команду Университета Флориды и «Пали Блюз». После возвращения в Финляндию провела 4 игры в составе «Аланд Юнайтед».
С 2011 по 2015 год играла за шведский «Умео».
Сезон 2016/17 отыграла в составе «Фортуны» из Йёрринга, в составе которой стала серебряным призёром чемпионата Дании.
С 2017 года выступала за «Ювентус».
В ноябре 2022 года ушла из спорта.

### Сборная
За национальную команду играла с 2007 года. Участница чемпионатов Европы 2009 и 2013 годов.

## Достижения

### Клуб
ХИК:
- Чемпионка Финляндии: 2005